# Mazie Hironová
Mazie Keiko Hironová (Hirono, * 3. listopadu 1947, Fukušima, Japonsko) je americká politička. Od roku 2013 je demokratickou senátorkou USA za stát Havaj. V letech 2007–2013 byla poslankyní Sněmovny reprezentantů, v níž zastupovala Havajské ostrovy za druhý kongresový okres.
Jedná se o historicky první buddhistku zvolenou do Senátu Spojených států amerických.